# Сибирски дрозд
Сибирски дрозд (Geokichla sibirica) е вид птица от семейство Turdidae.

## Разпространение и местообитание
Разпространен е във Виетнам, Индия, Индонезия, Китай, Лаос, Малайзия, Мианмар, Монголия, Непал, Русия, Северна Корея, Сингапур, Тайланд, Южна Корея и Япония.